# Corbin (Kentucky)
Corbin ist eine Stadt mit dem Status City und liegt teilweise im Whitley County sowie teilweise im Knox County im US-amerikanischen Bundesstaat Kentucky. Das U.S. Census Bureau hat bei der Volkszählung 2020 eine Einwohnerzahl von 7856 ermittelt.

## Geographie
Corbin liegt rund 130 Kilometer südlich von Lexington sowie 90 Kilometer westlich von Hazard. Der Interstate-75-Highway tangiert Corbin im Westen.

## Geschichte
Erste Siedler ließen sich um 1800 in dem Ort nieder, der zunächst andere Namen trug und erst im Jahr 1885 nach dem Reverent James Corbin Floyd dann Corbin genannt wurde. Als eine Werkstatt der Louisville and Nashville Railroad in Corbin eröffnet wurde und große Kohle- und Eisenerzvorkommen in der Gegend festgestellt wurden, erlebte der Ort einen Aufschwung. Im Jahr 1902 waren 102 Kohleminen in der näheren Umgebung in Betrieb. Das erste Restaurant der späteren Kentucky Fried ChickenKette wurde 1930 von Harland D. Sanders in Corbin an einer Tankstelle eröffnet. Nach Ende des Zweiten Weltkrieges nahm die Nachfrage nach Kohle ab und die Einwohnerzahl sank wieder.
Heute ist Corbin in mittelgroßen industriellen und kommerziellen Betrieben aktiv. Auch der Tourismus gewinnt an Bedeutung und es werden Touren zum im Westen direkt angrenzenden Daniel Boone National Forest und zu den nahen Cumberland Falls organisiert.

## Demografische Daten
Im Jahr 2012 wurde eine Einwohnerzahl von 7272 Personen ermittelt, was eine Abnahme um 6,1 % gegenüber 2000 bedeutet. Das Durchschnittsalter der Bewohner lag im Jahr 2012 mit 41,6 Jahren über dem Durchschnittswert von Kentucky, der 40,1 Jahre betrug.

## Söhne und Töchter der Stadt
- Arthur Lake (1905–1987), Filmschauspieler
- George McAfee (1918–2009), American-Football-Spieler
- Bill Watkins (* 1931), Rockabilly-Musiker